# 高堂城 (飛騨国)
高堂城（たかどうじょう）は、飛騨国、現在の岐阜県高山市国府町瓜巣城山にあった日本の城（山城）。別名・タカウドの城。高山市北部に位置し、広瀬城から寺洞砦に続く東西方向の稜線の、更に奥にある詰城である。岐阜県指定史跡。

## 概要
天文年間（1532年 - 1555年）に広瀬左近将監利治によって築かれたといわれるが、それ以前の寛正3年（1462年）頃の築城とも考えられている。
天正11年（1583年）広瀬宗域が鍋山顕綱と謀をしたとして姉小路頼綱に攻められ落城。その後頼綱は隠居して高堂城と広瀬城を居城とした。
飛騨征伐により、金森長近の軍が攻めてきて攻城戦が行われた。朝廷の命により姉小路頼綱は投降。後に廃城となった。

## 城郭
城跡は瓜巣川の北岸にある標高778メートルの山頂にある。主郭は山頂にあり、西、北、東の三方向に伸びる尾根にも曲輪がある。四面は断崖の山で囲まれている。東尾根を降った所には馬止場がある。主郭の西側から南へ伸びた尾根の南端に堀切があり、尾根を降った辺りには広瀬氏の居館がある。
城の総長が南の出丸より北宇津江まで1キロメートルにも及ぶ広大な縄張りの城である。高堂城と広瀬城を合わせると大城郭である。石垣（石積）・郭（曲輪）・堀・切岸・土塁・狼煙台・物見台跡が遺っている。
岐阜県指定史跡であり、石碑、説明板が設置されている。城址標柱が建てられ、ステンレス製の碑の裏に、説明文とQRコードが記されている。
高堂城の峰続きに、寺洞砦Ⅰ・寺洞砦Ⅱ・蓬ヶ洞砦Ⅰ・蓬ヶ洞砦Ⅱ・オトシ砦が続き、出城として広瀬城がある。

## 商品
- 全国菓子博覧会の金賞を受賞した「ミルクあん饅頭高堂城」が販売されている[注 1]。